# Dafné Kritharas
Dafné Kritharas, née le 19 janvier 1992, est une chanteuse franco-grecque.

## Biographie
Née d'un père grec et d'une mère française, elle perd son père en mer à l’âge de deux ans, alors que la famille vit dans un village crétois. Elle revient avec sa mère et sa sœur aînée en région parisienne où elle grandit,.
En 2018, elle est révélée au grand public avec un premier album Djoyas de Mar, composé de sept chants grecs et cinq chants judéo-espagnols accompagné de deux concerts remarqués au Café de la Danse en juin puis en septembre 2018.
En 2020, elle reçoit le Prix des Musiques d’Ici - Diaspora Music Awards.
En 2021, elle sort un deuxième album, Varka, avec un concert à l’Alhambra (Paris).
En 2022, elle reçoit le Prix de l’Académie Charles-Cros.

## Discographie
- 2018 : Djoyas De Mar
- 2021 : Varka

## Distinctions
- Prix Musiques d'ici 2020[9]
- Prix de l'Académie Charles-Cros 2022 : sélection musiques du monde - création[8]